# Digitaria rivae
Digitaria rivae là một loài thực vật có hoa trong họ Hòa thảo. Loài này được (Chiov.) Stapf mô tả khoa học đầu tiên năm 1907.